# Germán Paredes García
Germán Paredes García (La Coruña, ¿1906? - Madrid, 3 de julio de 1941) fue un militar español que participó en la Guerra civil.

## Biografía
Miembro de las JSU, tras el estallido de la Guerra civil se alistó voluntario para combatir y tiempo después ya mandaba un batallón de la 31.ª Brigada Mixta.
Tras el fracaso de la Ofensiva de Segovia, Paredes García pasó a mandar la 31.ª Brigada Mixta. Durante los siguientes meses la unidad se sometió a una reorganización y no intervino en combates. En mayo de 1938 se formó la 200.ª Brigada Mixta y Germán Paredes recibió el mando de la nueva unidad. En enero de 1939 lideró un fallido ataque en el Frente del Centro, en apoyo de una ofensiva en Extremadura, que resultó un tremendo fracaso.
Durante el Golpe de Casado, Paredes García fue detenido y encarcelado por las fuerzas casadistas. Tras el final de la contienda, fue capturado por los franquistas, juzgado junto a otros militares republicanos del llamado "Expediente de la Junta de Casado", como Guillermo Ascanio Moreno, y fusilado en Madrid el 3 de julio de 1941.